# Campeonato de Primera Fuerza 1926/27
In 1926/27 werd het vijfde seizoen gespeeld van het Campeonato de Primera Fuerza, de hoogste amateurklasse van het Mexicaanse voetbal. América werd kampioen.

## Eindstand
| Plaats | Club        | Wed. | W | G | V  | Saldo | Ptn. |
| ------ | ----------- | ---- | - | - | -- | ----- | ---- |
| 1.     | América     | 12   | 7 | 4 | 1  | 28:8  | 18   |
| 2.     | Club España | 12   | 7 | 2 | 3  | 32:14 | 16   |
| 3.     | Necaxa      | 12   | 7 | 2 | 3  | 25:8  | 16   |
| 4.     | CF México   | 12   | 6 | 3 | 3  | 29:19 | 15   |
| 5.     | Aurrerá     | 12   | 3 | 4 | 5  | 16:24 | 10   |
| 6.     | Asturias    | 12   | 4 | 0 | 8  | 24:31 | 8    |
| 7.     | Germania FV | 12   | 0 | 1 | 11 | 5:55  | 1    |

|  | Kampioen |

### Kampioen
| Campeonato de Primera Fuerza 1926/27 |
| Mexico                               |
| ------------------------------------ |
| América Kampioen (3° titel)          |

## Topschutters
| Speler          | Speler       | Goals | Club        |
| --------------- | ------------ | ----- | ----------- |
| Vlag van Mexico | Pedro Arruza | 13    | Club España |
| Vlag van Mexico | Miguel Ruiz  | 13    | Necaxa      |